# Марківська волость (Лебединський повіт)
Марківська волость — адміністративно-територіальна одиниця Лебединського повіту Харківської губернії.
Найбільші поселення волості станом на 1914 рік:
- село Марківка — 4039 мешканців;
- село Луциківка — 2961 мешканець;
- село Печище — 1673 мешканців;
- заштатне місто Недригайлів — 6180 мешканців.

Старшиною волості був Гуйва Андрій Михайлович, волосним писарем — Буток Петро Антонович, головою волосного суду — Харченко Іван Григорович.